# خریگونپا (بوتان)
خریگونپا (به لاتین: Kherigonpa) یک منطقهٔ مسکونی در بوتان است که در Pemagatshel District واقع شده‌است.
 خریگونپا  ۱۴۱ نفر جمعیت دارد.